# Lirica (otok)
Lirica je nenaseljeni otočić u hrvatskom dijelu Jadranskog mora. Nalazi se u blizini Žuljane, južno od središnjeg dijela polutoka Pelješca.
Njegova površina iznosi 0,022 km². Dužina obalne crte iznosi 0,67 km.
Katastarski pripada općini Ston.

## Vanjske poveznice
|  | Zajednički poslužitelj ima još gradiva o temi Lirica (otok) |